# Historia de La Serena (mural)
Historia de La Serena es un mural de 12 metros cuadrados, pintado en fresco por el artista chileno Gregorio de la Fuente en 1953. La obra está ubicada en el vestíbulo de la antigua estación de ferrocarriles de La Serena.

## Historia
Ubicado en el sector donde se encontraban las boleterías de la estación de ferrocarriles, Historia de La Serena fue pintado por el artista Gregorio de la Fuente y entregado a la comunidad el 1 de agosto de 1953. Mide aproximadamente 6 metros de largo y 2 metros de alto, encontrándose a una altura de 2,5 metros desde el nivel del suelo.

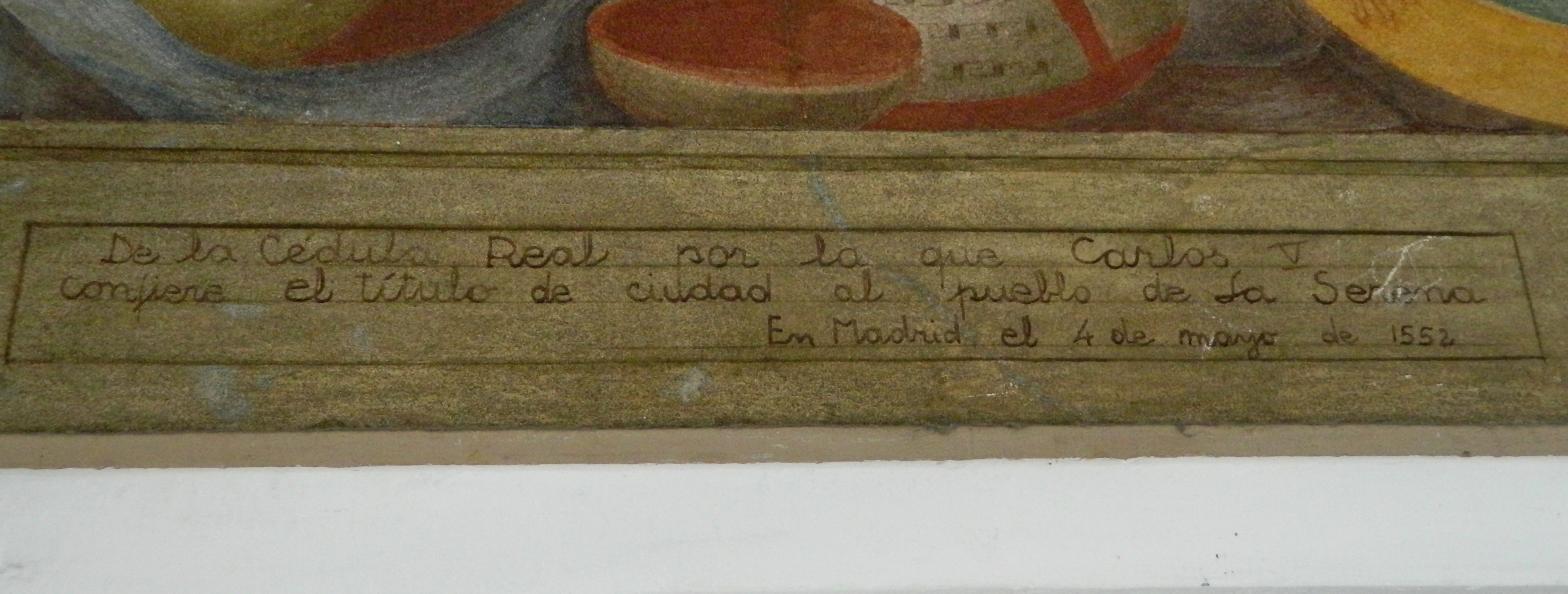
Detalle de la inscripción bajo el mural en su costado izquierdo

Mediante la técnica del fresco, el mural representa la historia de La Serena desde la llegada de los españoles y la fundación de la ciudad en 1544, pasando por la destrucción a manos de los piratas, hasta finales de la década de 1940, con el inicio de las obras del Plan Serena. Bajo el mural existe la inscripción "Para que se ennoblezca e vaya en crecimiento" (sic), y a la izquierda de esta se encuentra la frase "De la Cédula Real por la que Carlos V confiere el título de ciudad, al pueblo de La Serena. En Madrid, el 4 de mayo de 1552", que hace referencia al documento que concedió el título de ciudad a La Serena.

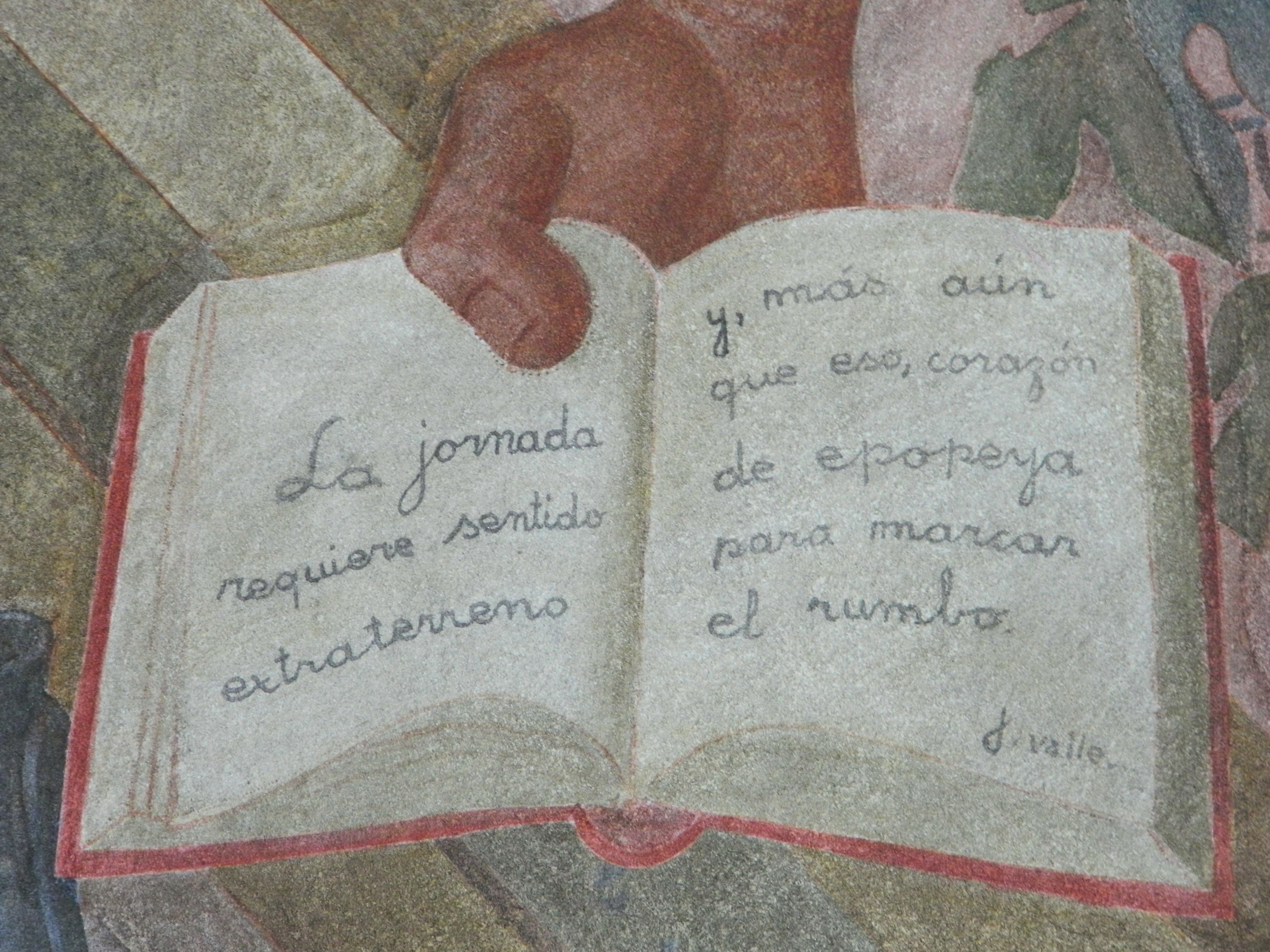
Detalle del texto inscrito en el libro del personaje central del mural

El mural fue declarado Monumento Histórico el 25 de mayo de 1992. Sin embargo, debido al estado de abandono que sufrió la estación tras el cierre del Longitudinal Norte en 1975, el mural resultó deteriorado, por lo que al momento de la remodelación del edificio en 2006, se decidió realizar una restauración de la obra pictórica, que se llevó a cabo durante 2007; en febrero de ese mismo año el vestíbulo de la exestación fue rebautizado como «Salón Gregorio de la Fuente» en homenaje al pintor.
En noviembre de 2015 la obra fue escogida entre las 10 «Pinturas Universales en Chile», seleccionadas con motivo de la designación de Valdivia como Capital Americana de la Cultura. El 12 de noviembre de 2019, en medio de las protestas del estallido social, el edificio de la exestación sufrió el incendio de algunas oficinas municipales y el mural fue atacado con bombas de pintura, siendo posteriormente restaurado.